# Wilhelm Borchert

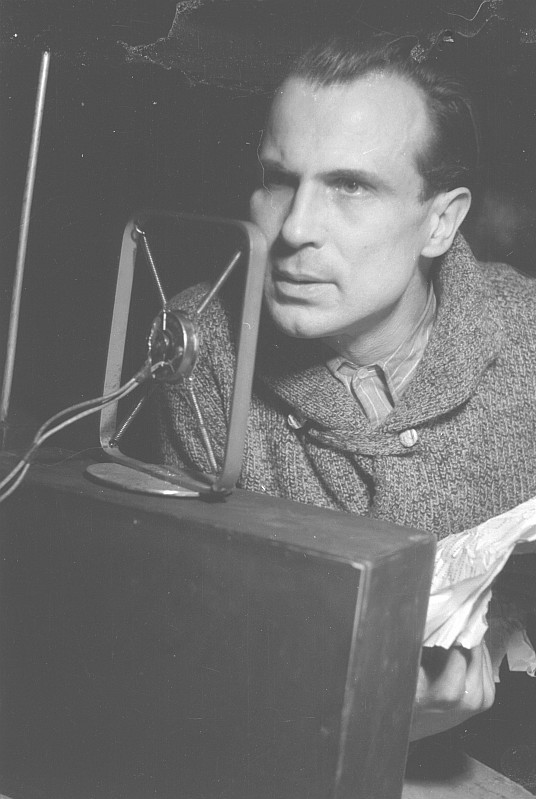
Ernst Wilhelm Borchert en 1946

Wilhelm Borchert (13 de marzo de 1907 - 1 de junio de 1990) fue un actor de nacionalidad alemana.

## Biografía
También conocido como Ernst Wilhelm Borchert, nació en Berlín, Alemania. Tras graduarse en el realgymnasium, en 1926 y 1927 estudió en la escuela de arte dramático de Emanuel Reicher. En 1927 obtuvo su primer compromiso en el Stadttheater de Königsberg. Tras actuar en Erfurt, Colonia y Sondershausen, llegó a Berlín donde, entre otros, actuó en el Volksbühne bajo la dirección de Eugen Klöpfer, en el Deutsches Theater y, desde 1950, en el Teatro Schiller. En 1938 Borchert fue Old Shatterhand, frente a Will Quadflieg como Winnetou, en Winnetou, der rote Gentleman, obra representada en el Freie Volksbühne Berlin bajo la dirección de Ludwig Körner.
Por sus méritos artísticos, fue nombrado Staatsschauspieler, y en 1973 miembro honorario del Staatlichen Schauspielbühnen Berlin. También fue miembro desde 1976 de la Academia de las Artes de Berlín.
Borchert impresionó tanto al público como a la crítica, especialmente encarnando a héroes y personajes del teatro clásico. Fue el primer Woyzeck de la posguerra alemana, y representó varias veces a Fausto. Interpretó una amplia gama de papeles clásicos con directores como Boleslaw Barlog, Fritz Kortner y Boy Gobert.
Fue mucho menos activo como actor cinematográfico, aunque trabajó en algunas producciones muy conocidas. En el primer largometraje alemán sobre la posguerra, Die Mörder sind unter uns (1946), actuó bajo la dirección de Wolfgang Staudte acompañando a Hildegard Knef. También actuó en Und wieder 48 (1948), en Sauerbruch – Das war mein Leben (1954) junto a Ewald Balser, y en 1958 en la exitosa película antibélica Hunde, wollt ihr ewig leben.
Como actor radiofónico, Borchert participó en numerosas producciones, principalmente como protagonista. Por ejemplo, en 1958, y bajo la dirección de Cläre Schimmel, fue el Comisario Maigret en la emisión de Süddeutscher Rundfunk Maigret und die schrecklichen Kinder.
Ernst Wilhelm Borchert falleció en Berlín, Alemania, en el año 1990.

## Teatro
- 1948 : Ben Jonson: Volpone, dirección de Willi Schmidt (Deutsches Theater de Berlín)
- 1948 : William Shakespeare: Medida por medida, dirección de Wolfgang Langhoff (Deutsches Theater Berlin – Kammerspiele)
- 1949 : Lion Feuchtwanger: Wahn in Boston, dirección de Wolfgang Kühne (Deutsches Theater Berlin – Kammerspiele)
- 1949 : Johann Wolfgang von Goethe: Fausto, (Theater Magdeburg)
- 1949 : Gotthold Ephraim Lessing: Nathan el Sabio, dirección de Gerda Müller (Deutsches Theater Berlin)
- 1949 : Johann Wolfgang von Goethe: Fausto, dirección de Wolfgang Langhoff (Deutsches Theater Berlin)
- 1949 : Friedrich Wolf: Tai Yang erwacht, dirección de Wolfgang Langhoff (Deutsches Theater Berlin)

## Filmografía (selección)
- 1941 : U-Boote westwärts!
- 1946 : Die Mörder sind unter uns
- 1949 : Schicksal aus zweiter Hand
- 1953 : El desierto viviente (documental, narrador)
- 1955 : Herr über Leben und Tod
- 1960 : Die Botschafterin
- 1965 : Willkommen in Altamont (telefilm)
- 1988 : The Land Before Time (narrador)

## Actor de voz
Borchert tuvo un extenso trabajo como actor de voz entre 1945 y 1989, doblando a un gran número de actores, entre ellos los siguientes: 
- Eddie Albert, Martin Balsam, Julian Beck, Richard Burton, Gary Cooper, Bing Crosby, José Ferrer, Mel Ferrer, Henry Fonda, John Gielgud, Alec Guinness, Rex Harrison, Charlton Heston, Trevor Howard, Rock Hudson, Alan Ladd, Burt Lancaster, James Mason, Laurence Olivier, Peter O’Toole, Ronald Reagan, Edward G. Robinson, Max von Sydow, John Wayne, Johnny Weissmüller, Orson Welles y Richard Widmark.

## Radio/audiolibro
- 1948 : Arnaud d'Usseau/James Gow: Tief sind die Wurzeln, dirección de Hans Küpper (Berliner Rundfunk)
- 1950 : Jacques Roumain: Herr über den Tau, dirección de Hanns Farenburg  (Berliner Rundfunk)
- 2004 : Krieg der Sterne – Eine Neue Hoffnung, Episode 4, Das Hörspiel zum Kinofilm, Universal, ISBN 9783899457759
- 2004 : Das Imperium Schlägt Zurück, Episode 5, Das Hörspiel zum Kinofilm, Universal, ISBN 9783899457773
- 2004 : Die Rückkehr der Jedi Ritter, Episode 6, Das Hörspiel zum Kinofilm, Universal, ISBN 9783899457797

## Premios
1976 : Premio de las Artes de Berlín